# Eotragus clavatus
Eotragus sansaniensis
Espèce
Synonymes
- Antilope clavata Gervais, 1850[1]
- Antilope sansaniensis Lartét, 1851[1]
- Eotragus sansaniensis (Lartét, 1851)[1]
- Protragocerus sansaniensis (Lartét, 1851)[1]

Eotragus clavatus  est une espèce éteinte de mammifères de la famille des Bovidae.

## Systématique
L'espèce Eotragus clavatus a été initialement décrite en 1850 par le paléontologue français Paul Gervais (1816-1879) sous le protonyme d’Antilope clavata.
Un an plus tard, un autre paléontologue français, Édouard Lartet (1801-1871), en refaisait une description sous le protonyme d’Antilope sansaniensis, taxon considéré comme un synonyme sous le nom actuel d’Eotragus sansaniensis.